# 阿米特·沙阿
阿米特·阿尼爾·錢德拉·沙阿（羅馬化：Amit Anil Chandra Shah，1964年10月22日—）是一位印度政治家，自2019年5月起擔任第32任內政部長，自2021年7月起擔任第1任合作部長。他也是甘地訥格爾的國會議員 (MP)。 2014年至2020年，他擔任印度人民黨第十任主席。自2014年起，他還擔任全國民主聯盟 (NDA) 主席。2017年至2019年，他被選為古吉拉特聯邦院議員。沙阿是印度人民黨的首席策略師，也是印度總理納倫德拉·莫迪的堅定盟友 。

## 外部連結
- 官方网站